# 明石景行
明石 景行（あかし かげゆき）は、戦国時代から安土桃山時代にかけての武将。宇喜多氏、後に豊臣氏の家臣。

## 生涯
宇喜多氏家臣・明石全登の子として生まれ、備前国和気郡岩戸城、2,000石を知行し、鉄砲足軽40人を率いた。
慶長5年（1600年）の関ヶ原の戦いでは宇喜多秀家に従って父・全登と共に参戦したが敗北。戦場を離脱した後は備中国足守に隠棲した。
慶長19年（1614年）の大坂冬の陣と翌慶長20年（1615年）の大坂夏の陣に際しては、父の全登と子の宣行と共に豊臣方として参戦したが、敗れて再び潜伏することとなる。3年後の元和4年（1618年）に江戸幕府から赦免されたものの、景行はその後病没した。
子の宣行は大坂の陣で討死したため、備前国和気郡吉永の土豪である武元正高を娘婿として迎えて家督を継がせた。その子孫は江戸時代には武元姓を名乗って、代々名主や大庄屋を務め、明治維新後に明石姓に復した。